# Morpho chalciope
Morpho chalciope är en fjärilsart som beskrevs av Jacob Hübner 1816. Morpho chalciope ingår i släktet Morpho och familjen praktfjärilar. Inga underarter finns listade i Catalogue of Life.